# Orion (Schiff, 1935)
Die RMS Orion war ein 1935 in Dienst gestelltes Passagierschiff der britischen Reederei Orient Steam Navigation Company, das im Passagier- und Postverkehr von Großbritannien nach Australien eingesetzt wurde. Sie galt als Meilenstein auf der Australienroute in Bezug auf Komfort und Geschwindigkeit und blieb bis 1963 im Dienst.

## Das Schiff
Das 23.371 BRT große Dampfturbinenschiff Orion wurde auf der Werft Vickers-Armstrong in der englischen Hafenstadt Barrow-in-Furness gebaut. Das 202,7 Meter lange und 25,6 Meter breite Schiff hatte einen maximalen Tiefgang von 9,1 Metern und wurde von einem Set von sechs Parsons-Turbinen angetrieben, die eine Leistung von 24.100 SHP aufwiesen und auf zwei Propeller wirkten. Die Höchstgeschwindigkeit lag bei 21 Knoten. Das Schwesterschiff der Orion war die Orcades (23.456 BRT), die bei der gleichen Werft entstand und 1937 fertiggestellt wurde. Sie waren die bis dahin größten Schiffe der Orient Steam Navigation Company.

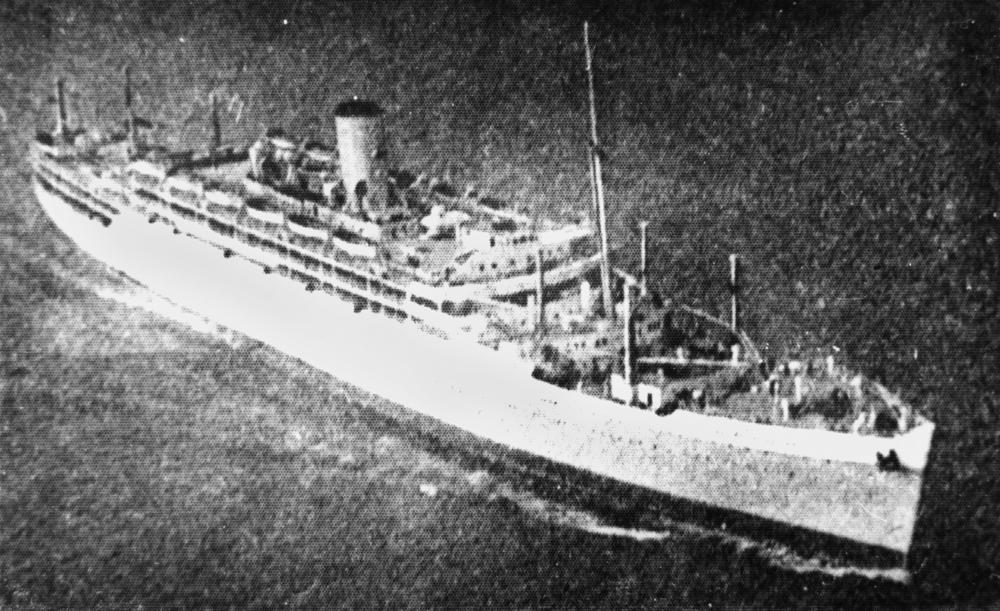
Die Orion auf hoher See

Die Orion setzte neue Standards in der Unterbringung der Passagiere. Sie war ein Zweiklassenschiff mit einer Kapazität von 708 Reisenden in der Kabinenklasse und 700 in der Touristenklasse. Die Besatzung bestand aus 466 Personen. Sie war das erste britische Schiff, dessen Aufenthaltsräume mit Klimaanlagen ausgestattet waren. Sie war auch das erste Schiff der Reederei, dessen Rumpf den Mais-farbenen Anstrich erhielt, der später charakteristisch für Schiffe der Orient Line wurde. Weiterhin war sie das erste Schiff der Reederei seit 1902, das nur einen Schornstein hatte und das allererste, das über nur einen Mast verfügte. Das seit 1896 in Großbritannien erscheinende Architekturmagazin The Architectural Review nannte die Orion einen „Meilenstein in der Evolution des modernen Liners“.
Die Innenausstattung der Orion wurde von dem neuseeländischen Designer und Architekten Brian O’Rorke entworfen. O’Rorke wollte das Interieur an die Bedingungen einer Schiffsreise nach Australien, also einen langen Aufenthalt auf hoher See und hohe Temperaturen, anpassen. Das Resultat war ein relativ luftiger Entwurf mit zahlreichen verschieb- und entfernbaren Wänden, gläsernen Schiebetüren und weiten Promenadendecks, um möglichst viel frische, kühle Seeluft in das Schiffsinnere zu lassen. Es wurde Wert auf schnörkellose, helle Einrichtung und viel Lichteinfall in den Räumen gelegt, die keinen direkten Zugang zum Bootsdeck hatten. Oberflächen aus Chrom und Bakelit wurden auf dem ganzen Schiff verwendet, da sie der Korrosion durch Seeluft und -wasser besser standhielten.
Die Orion lief am 7. Dezember 1934 in Barrow-in-Furness vom Stapel und wurde von Henry, Duke of Gloucester getauft. Es war das erste Mal, dass ein britisches Schiff per Fernbedienung vom Stapel gelassen wurde, da sich der Duke of Gloucester zu diesem Zeitpunkt im australischen Brisbane befand. Diese Idee hatte man sich von einem früheren Stapellauf eines Schiffs der Holland-America Line abgeschaut. Im August 1935 wurde das Schiff fertiggestellt und anschließend für einige Rundfahrten aus London genutzt. Am 28. September 1935 lief die Orion in Tilbury zu ihrer Jungfernfahrt nach Australien aus. Bis zum Kriegsausbruch 1939 verkehrte die Orion im regulären Passagier- und Postverkehr nach Australien und wurde zudem gelegentlich für Kreuzfahrten mit Platz für 600 Erholungsreisende verwendet.

## Kriegseinsatz
Nach Kriegsausbruch wurde die Orion von der britischen Regierung als Truppentransporter angefordert und nach Ägypten und anschließend nach Wellington (Neuseeland) geschickt, um dort Truppen aufzunehmen und nach Europa zu bringen. Sie verließ Wellington am 6. Januar 1940 und schloss sich bis Sydney einem Konvoi an, dem auch ihr Schwesterschiff  Orcades angehörte.
Am 15. September 1941 war sie Teil eines Konvois, der Truppen nach Singapur brachte. Sie fuhr direkt hinter dem Schlachtschiff Revenge durch den Südatlantik, als es zu einer Fehlfunktion des Ruders der Revenge kam. Die Orion kam nicht rechtzeitig zu einem Halt und prallte auf das Heck der Revenge auf, wobei ihr Bug schwer beschädigt wurde. Sie schaffte es bis nach Kapstadt, wo behelfsmäßige Reparaturen vorgenommen wurden, und fuhr dann nach Singapur weiter, wo der Schaden permanent behoben wurde. Da sich die japanische Armee zu diesem Zeitpunkt Singapur näherte, wurde die Orion mit der Evakuierung von Zivilisten beauftragt.
Im Oktober 1942 gehörte die Orion zu den vielen ehemaligen Passagierschiffen, die als Transporter an der Operation Torch teilnahmen. Sie führte zwei Truppenfahrten nach Nordafrika durch und hatte dabei jeweils über 5000 Soldaten an Bord. 1943 wurde ihre Transportkapazität auf 7000 Personen erhöht. Später wurde sie noch im Pazifikraum eingesetzt. Bis zu ihrer Entlassung aus dem Kriegsdienst hatte die Orion mehr als 175.000 Einsatzkräfte befördert und 380.000 Meilen zurückgelegt.

## Späte Jahre

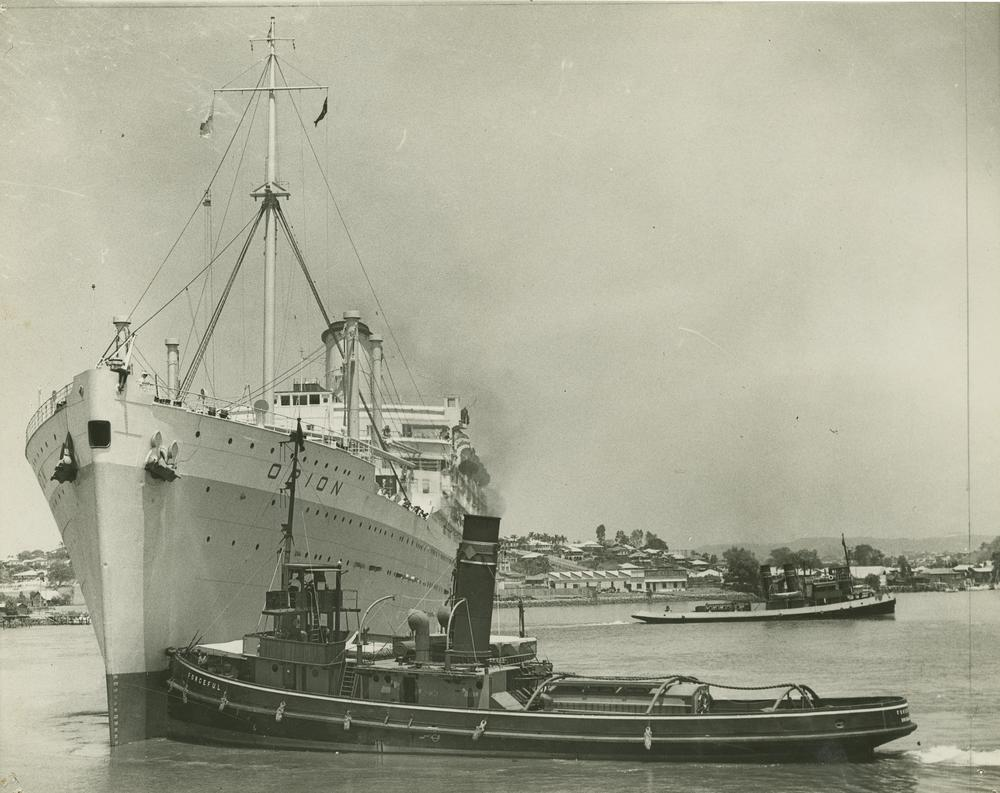
Mit dem Schlepper Forceful auf dem Brisbane River (undatiert)

Am 1. Mai 1946 traf die Orion bei Vickers-Armstrong in Barrow-in-Furness ein, um wieder als Passagierschiff instand gesetzt zu werden. Die Renovierung dauerte über ein Jahr und beinhaltete neue Passagierunterkünfte für 546 Personen in der Ersten Klasse und 706 in der Touristenklasse. Am 25. Dezember 1947 lief sie in Tilbury nach Australien aus und war dabei das erste Schiff der Orient Steam Navigation Company, das nach dem Krieg wieder eine zivile Fahrt absolvierte.
Danach unternahm sie unter anderem drei Kreuzfahrten an der amerikanischen Westküste sowie weitere Fahrten von Europa nach Australien. 1958 wurden die Reisequartiere erneut umgebaut (342 Kabinenklasse und 722 Touristenklasse) und 1961 wurde die Orion schließlich in ein Einklassenschiff mit Platz für 1691 Reisende umgewandelt. Die Nachfrage für die Australienroute ging zu diesem Zeitpunkt jedoch schon stark zurück.
Am 28. Februar 1963 lief die Orion zu ihrer letzten Überfahrt nach Sydney über Piräus und Sues aus. Am 8. April 1963 erfolgte die Abfahrt aus Sydney und am 15. Mai erreichte sie Tilbury nach Zwischenstopps in Melbourne und Fremantle. Anschließend wurde das Schiff von der Otto Friedrich Behnke GmbH aus Hamburg gechartert, um als Hotelschiff mit Platz für 1150 Gäste während der Internationalen Gartenschau 1963 in Hamburg zu dienen. Am 23. Mai 1963 traf die Orion in Hamburg ein. Die Gartenschau endete am 30. September und am darauffolgenden Tag lief die Orion nach Temse aus, wo sie am 7. Oktober eintraf. Am 30. November 1963 begann die Verschrottung des Schiffes auf der Werft Jos. Boel et Fils.